# ایوان یارکوفسکی
ایوان اوسیپوویچ یارکوفسکی (به لهستانی: Jan Jarkowski) (24 مه ۱۸۴۴، آسویا، استان وایتبسک - ۲۲ ژانویه ۱۹۰۲، هایدلبرگ) یک مهندس عمران روسی لهستانی و نیز یک اخترشناس بود. او از یک خانواده لهستانی در آسویا (امپراتوری روسیه، اکنون کشور بلاروس) متولد شد، وی در یک شرکت راه‌آهن روسیه کار می‌کرد و در زمان خویش تا اندازه‌ای ناشناخته مانده بود. با شروع دههٔ ۱۹۷۰، مدت‌ها پس از مرگ یارکوفسکی، کار وی در زمینه تأثیرات تابش حرارتی بر اجسام کوچک منظومه شمسی (به عنوان مثال سیارک‌ها) به یارکوفسکی یورپ (YORP) و اثر یارکوفسکی تبدیل شد. سیارک ۳۵۳۳۴ یارکوفسکی نیز به احترام او نامگذاری شده‌است. در سال ۱۸۸۸، او همچنین «توضیح مکانیکی گرانش» (یا نظریه‌های جنبشی گرانش) را ارائه داد.